# Bernard de Bury
Bernard de Bury /bɛʁˈnaʁ də byˈʁi/ (Versailles, 20 agosto 1720 – Versailles, 19 novembre 1785) è stato un clavicembalista e compositore francese.

## Biografia
Proveniva da una famiglia di musicisti e apprese la musica fin da bambino. Pubblicò il suo primo - e unico - libro per clavicembalo nel 1737, all'epoca appena diciassettenne, dedicandolo al suo insegnante François Colin de Blamont, zio della sua futura moglie. Il suo stile si avvicina a quello di François Couperin, e l'influenza di Jean-Philippe Rameau scaturisce da alcuni passaggi (La Pithonisse).
Nel 1741, acquistò la carica di Claveciniste de la Chambre da Marguerite-Antoinette Couperin, che l'aveva ereditata dal padre François per titolo di survivence.
Nello stesso anno, iniziò un'onorevole carriera di musicale con la rappresentazione della sua composizione Les caractères de la folie all'Académie Royale de Musique. Le sue opere continuarono ad essere rappresentate per oltre trentacinque anni in occasione delle feste organizzate a Versailles, Sceaux, Fontainebleau, ecc. Scrisse inoltre contate e mottetti, di cui ricordiamo il De profundis.
De Bury ricevette una pensione reale a partire dal 1779, e fu nominato nobile da Luigi XVI nel 1785, pochi mesi prima della morte avvenuta a Versailles.

## Opere

### Opere per clavicembalo
- Première Livre de Pièces de Clavecin (primo libro di pezzi per clavicembalo), 4 suite in la, do, sol e mi :
  - Première suite en la: La Minerve – Les Regrets – Les Grâces badines – La Tendre agitation – Le Plaidoyer de Cythère, 1er et 2e rondeaux.
  - Deuxième suite en do: La Belle Brune – La Prude – L'Enfantine – La Cythère.
  - Troisième suite en sol: Les Amusements, 1er et 2e rondeaux  – La *** ou les sentiments – 1er Menuet: Zéphire – 2e Menuet: Flore – La Pythonisse – Loure – La Séduisante, 1er et 2e rondeaux .
  - Quatrième suite en mi: La Brillante – La Dampierre – La Michelon – La Jeunesse – Chaconne.

### Opere teatrali
- Les Caractères de la Folie, opéra-ballet, prologo e 3 atti (C. P. Duclos), Parigi, Opéra, 20 agosto 1743.

con la nuova entrée Hylas et Zélie, Parigi, Opéra, 6 luglio 1762.
- Jupiter, vainquer des Titan, tragédie lyrique, (con al collab. di Collin de Blamont), f.p. Versailles, 11 dicembre 1745.
- La nymphe de Versailles, divertissement, (Mlle de Lussan), f.p. Versailles, 19 marzo 1746.
- Les fêtes de Thétis, ballet-héroique, prologo e 2 atti, (P. C. Roy),  Versailles, 14 gennaio 1750.
- Titon et l'Aurore, pastorale-héroique, prologo e 1 atto, (Abbé de la Marre e A. H. de Lamotte),  Versailles, Théâtre des Petits Appartements, 14 gennaio 1750.
- La parque vaincue, divertissement in 1 atto, (A. Tavenot),  Versailles, Hôtel de Richelieu, 1751 (perduta).
- Palmyre, ballet-héroïque, (S. N. R. Chamfort), Fontainebleau, 24 ottobre 1765.
- Zénis et Amnasie, ballet-héroïque in 1 atto, (Chamfort e Duc de Vallière, in collab. con J. B. de La Borde), Fontainbleau, 2 novembre 1765.
- Prologo per la ripresa di: Persée di Jean-Baptiste Lully (1747), (in collab. con Antoine Dauvergne, François Francoeur, e François Rebel), ripreso a  Versailles, 17 maggio 1770.

### Opere dubbie
Divertissements attribuiti a de Bury, citati da Fétis:
- Les Bergers de Sceaux
- Les Nymphes de la Seine